# Arnesano
Arnesano község (comune) Olaszország Puglia régiójában, Lecce megyében.

## Fekvése
A Salentói-félszigeten fekszik, Lecce városától nyugatra.

## Története
A mai Arnesano területét az ókorban a messzápok által alapított Rudiae lakosai művelték. A rómaiak érkezésével a város jelentősége megingott így Arnesano vidéke is elnéptelnedett. A későbbiekben a bizánciak, majd a normannok birtokába került. Első írásos említése a 12. századból származik, amikor a Leccei Grófság fennhatósága alá tartozott. A 19. század elejéig nemesi birtok maradt, ekkor számolták fel a Nápolyi Királyságban a feudalizmust és vált önálló községgé.

## Népessége
A lakosság számának alakulása:

## Főbb látnivalói
- Santissima Annunziata-templom - a 16. században épült
- Sant’Antonio Abate-templom - a 17. században épült
- Palazzo di Selvaggio Guarini - 16. században épült nemesi palota